# Regionalno prostorsko planiranje
Regionalno prostorsko planiranje (angleško: country planning, francosko: planification regionale, nemško: Landesplannung) pomeni smotrno usmerjanje prihodnjega družbenega razvoja v pokrajini (regiji). 
Naloge regionalnega prostorskega planiranja:
-urejanje in koordinacija (namenske) racionalne rabe prostora v pokrajini,
-ustvarjanje gospodarnega, humanega in estetskega okolja,
-uveljavitev in usklajevanje nalog, možnosti in teženj, ki si jih družbena skupnost postavi kot cilj za izvajanje,
-prenašanje ciljev družbeno-ekonomske politike na strokovno tehnično področje in na ta način sodelovanje pri prostorski organizaciji družbene skupnosti,
-posredno urejanje odnosov med produkcijo, družbenimi odločitvami in geografskim okoljem po načelih trajnostnega razvoja.